# Melitoma bifax
Melitoma bifax är en biart som beskrevs av Joseph Vachal 1909. Melitoma bifax ingår i släktet Melitoma och familjen långtungebin. Inga underarter finns listade i Catalogue of Life.